# Datuo (sockenhuvudort i Kina, Hunan Sheng, lat 28,68, long 109,47)
Datuo (kinesiska: 大妥, 大妥乡) är en sockenhuvudort i Kina. Den ligger i provinsen Hunan, i den södra delen av landet, omkring 350 kilometer väster om provinshuvudstaden Changsha. Antalet invånare är 16 813. Befolkningen består av 8 060 kvinnor och 8 753 män. Barn under 15 år utgör 18,0 %, vuxna 15-64 år 71 %, och äldre över 65 år 10,0 %.
Runt Datuo är det ganska tätbefolkat, med 230 invånare per kvadratkilometer. Närmaste större samhälle är Huayuan, 9,8 km söder om Datuo. I omgivningarna runt Datuo växer huvudsakligen savannskog.
Genomsnittlig årsnederbörd är 1 790 millimeter. Den regnigaste månaden är maj, med i genomsnitt 312 mm nederbörd, och den torraste är december, med 28 mm nederbörd.